# رشيد محمد خوجة باشا
الصدر الأعظم رشيد محمد خوجة باشا
- - من أعلام الشراكسة في الدولة العثمانية.
- - ينتمي إلى عائلة كوشندوق الشركسية.
- -تولى عدة مناصب في الدولة العثمانية كان آخرها منصب الصدر الأعظم الذي تولاه في زمن السلطان محمود الثاني في16 ربيع الثاني عام 1244هـ ( 1828 م) وخلفه فيه الصدر الأعظم محمد أمين رؤوف في باشا في تاريخ 27 رمضان 1248 هـ 1832م.